# 楢山直幸
楢山 直幸（ならやま なおゆき、1990年2月26日 - ）は、日本のラグビー選手。

## プロフィール
- 岩手県盛岡市出身。
- ポジションはプロップ(PR)。
- 身長 177cm、体重 110kg
- ニックネームはなら。
- U20日本代表候補に選ばれたことがある[1]。

## 略歴
15歳からラグビーを始めた。
2008年、盛岡工業高校卒業後、明治大学に入る。なお盛岡工業高校時代、高校日本代表に選ばれ、第31回高校東西対抗試合に東軍として出場した。
2012年、明治大学卒業後、NTTコミュニケーションズシャイニングアークスに加入。
2014年12月20日に行われたジャパンラグビートップリーグ2ndステージ第4節のパナソニック ワイルドナイツ戦に途中出場で公式戦初出場を果たす。
2019年、NTTコミュニケーションズシャイニングアークスを退団した。